# スーパーひかりモデル
スーパーひかりモデルは、300系新幹線の開発のために東海旅客鉄道（JR東海）が製作した車両モックアップである。書籍によっては、本モックアップも300系と呼んでいる。
100系新幹線をベースにし、一両分を半分に切ったものである。

## 概要
日本国有鉄道（国鉄）が100系の「ひかり」よりも速くて優れた「スーパーひかり（のちののぞみ）」の開発のため、260 km/hでの運転が可能な車両を開発し、東海道・山陽新幹線や東北・上越新幹線、北陸新幹線の一部に乗り入れることを計画していた。しかし、この計画は一旦中止になり、その後、JR東海が引き継いだ。1987年（昭和62年）6月に日本車両豊川工場で本モックアップが製造され、同月11日から7月31日まで東京駅八重洲南口みどりの窓口前コンコースで展示された。このほか、同年10月31日、11月1日の両日に開催された浜松工場の創立75周年記念式典や、1988年（昭和63年）9月23 - 25日に滋賀県立文化産業交流会館で開催された「しが産業フェスティバル」、さらに1989年（平成元年）3月18日から5月21日に静岡市の駿府公園（現・駿府城公園）で開催された市制100周年記念事業の地方博覧会「SUNPU博'89」のJR東海館でも展示された。その後、本モックアップは解体された。
本モックアップの寸法は、長さ12 m・幅3.4 m・高さ3.7 mと、断面の最大寸法に関しては検討されていたもの（後述）と異なり実際の300系に近い数値となっていた。
スーパーハイデッカーの仕様で、車窓は長く、屋根まで少し伸びた大型のパノラマウィンドウで、富士山や浜名湖などの東海道の美しい景色を満喫できるように開発された。空気抵抗の低減のため、車体の上半分は円筒断面とされた。防音スカートやパンタグラフカバーの採用も検討されていた。座席も快適性を追求して設計され、座席背面には液晶テレビが設置された。各イベントにおいて車内の公開も行われた。通常の座席車以外では、ロビーやビジネス用個室などの車内設備も検討されていた。
塗装は、正面に向かって右側は、窓周りとスカートがコバルトブルー・それ以外はホワイトとした、0系に近い塗り分けとなった。対して、正面に向かって左側は、イメージイラストと同じく、ホワイトを主体に窓下部にライトブルー・コバルトブルーのストライプを配し、スカートはコバルトブルーとした、旧来の塗装から脱却した塗り分けとなった。

## 実現に至らなかった経緯
本車両の構想段階では、長さ25,000 mm、幅3,000 mm、高さ3,630 mmと、在来線並みの断面積に縮小し、座席も横4列を基本とする仕様であった。この寸法であっても、窓自体が大きいこと、窓柱が細く補強材が必要となることから、強度面を考慮すると1両あたりの質量は推定で55 tと、100系の126形と比較しても重い車体となる。軸重に換算すると13.75 tとなり、270 km/h運転で要求される11.3 tに届かなくなる。スーパーハイデッカー構造も、低重心化を行う上では不利となる。前面展望については、バードストライクの問題などから、乗務員からは否定的な意見が出ていたという。
一方、当時の航空業界では、45/47体制が崩壊して自由化が進められていた。これに対抗するため、JR東海は東海道新幹線の高速化に重点を置く方針に変更した。結果、高速化の妨げになるスーパーハイデッカーの仕様は断念され、最高速度優先の仕様とした300系9000番台J0編成（のちにJ1編成に改造）の試作車が1990年（平成2年）に開発された。

## 商品化
- JR東海から、本モックアップをデザインしたオレンジカードが限定販売されていた。
- プラレールでも1990年から1996年（平成8年）ごろまで、本モックアップをモデルとした「スーパーひかり号」が発売されていた。
  - 通常ラインの製品のほか、運転台を模したコントローラから遠隔操作できる仕様の製品も存在した。